# تابستان عشق (ترانه کسکادا)
«تابستان عشق» (به انگلیسی: Summer of Love) تک‌آهنگی از کسکادا است که در سال ۲۰۱۲ میلادی منتشر شد.
این تک‌آهنگ در چارت‌های اتریش جزو ده ترانه اول قرار گرفت.